# غابور فوريدي
غابور فوريدي (مواليد 2 أغسطس 1944) هو مبارز بالسيف مجري، مثّل بلاده في الألعاب الأولمبية الصيفية 1968.

## روابط رياضية
غابور فوريدي على موقع أوليمبيديا (الإنجليزية)